# Ceriops pseudodecandra
Ceriops pseudodecandra är en tvåhjärtbladig växtart som beskrevs av Sheue, H.G.Liu, C.C.Tsai och Yuen P.Yang. Ceriops pseudodecandra ingår i släktet Ceriops, och familjen Rhizophoraceae. Inga underarter finns listade i Catalogue of Life.